# David Duncan (ski acrobatique)
Pour les articles homonymes, voir David Duncan (homonymie) et Duncan.
David Duncan, né le 15 juillet 1982 à London (Ontario), est un skieur acrobatique canadien spécialiste du skicross.

## Carrière
Il a été sélectionné dans l'équipe canadienne de skicross pour les Jeux olympiques d'hiver de 2010 à Vancouver, mais à la suite d'une sévère blessure à la clavicule durant l'entraînement il a du être remplacé. Cette saison, David Duncan avait réalisé son premier podium en Coupe du monde lors de l'étape de St. Johann in Tirol/Oberndorf. 

## Palmarès

### Jeux olympiques
- Sotchi 2014 : 26e en skicross
- Pyeongchang 2018 : 8e en skicross

### Championnats du monde
| Édition/Discipline             | skicross |
| Mondiaux 2011 à Deer Valley    | 19e      |
| Mondiaux 2013 à Voss-Myrkdalen | 19e      |

### Coupe du monde
- Meilleur classement général : 17e en 2012.
- Meilleur classement en skicross : 6e en 2012.
- 6 podiums dont 2 victoires (San Candido, le 21 et 22 décembre 2013)

### Winter X Games
- Médaille d'argent du skicross en 2010 à Aspen
- Médaille de bronze du skicross en 2012 à Aspen